# Astragalus cruckshanksii
Astragalus cruckshanksii är en ärtväxtart som först beskrevs av William Jackson Hooker och George Arnott Walker Arnott, och fick sitt nu gällande namn av August Heinrich Rudolf Grisebach. Astragalus cruckshanksii ingår i släktet vedlar, och familjen ärtväxter. Inga underarter finns listade i Catalogue of Life.